# Cabralia smilacis
Cabralia smilacis là một loài bướm đêm trong họ Noctuidae.